# Mehdi Bazargan

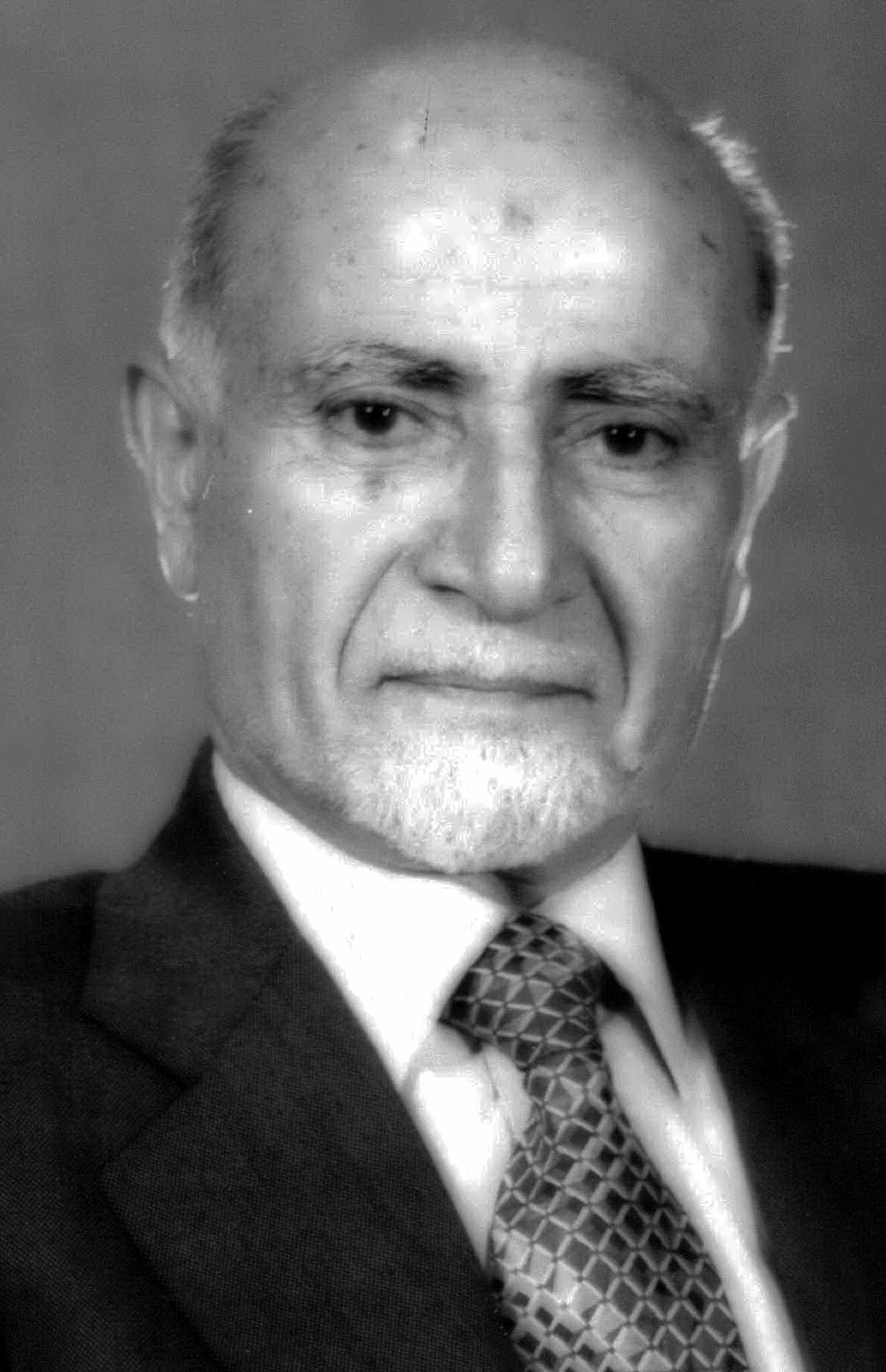
El primer ministre de l'Iran, Mehdi Bazargan.

Mehdi Bazargan (persa: مهدی بازرگان; àzeri: Mehdi Bazərgan) (Bazargan, 1 de setembre de 1907 – Zúric, 20 de gener de 1995) fou un destacat intel·lectual, activista per la democràcia i cap del govern provisional durant la Revolució islàmica de l'Iran, el 1979. També havia dirigit des de la seva creació el departament d'enginyeria de la Universitat de Teheran. Era un respectat intel·lectual religiós, conegut per la seva honestedat, i expert alhora en ciències islàmiques i seculars, cosa que en fa un dels fundadors del moviment intel·lectual islàmic modern de l'Iran.

## Biografia

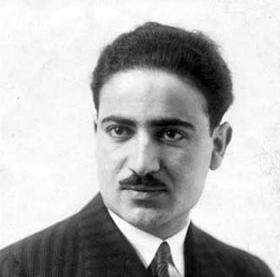
Bazargan quan era jove.

Bazargan va néixer a una població de l'Azerbaidjan iranià fronterera amb Turquia, però va créixer a la capital. El seu pare era un comerciant que s'havia fet ell mateix i un activista religiós que va dirigir la mesquita i la comunitat àzeris de Teheran fins que va morir el 1954.
Mehdi Bazargan va estudiar termodinàmica i enginyeria a París i, després dels estudis, es va fer voluntari de l'exèrcit francès per lluitar contra l'Alemanya nazi. A finals dels anys 1940 va tornar a l'Iran per fer-se càrrec del nou departament d'enginyeria a la Universitat de Teheran, acabat de crear. El 1951, sota el lideratge del primer ministre Mohammad Mossadegh, el Parlament iranià va nacionalitzar la indústria petroliera iraniana, que es trobava sota control britànic. Bazargan fou nomenat el primer president de la nova empresa estatal, a les ordres directes de Mossadegh.
Quan va caure el govern de Mossadegh, Bazargan va participar en la fundació del Moviment per la Llibertat de l'Iran, un partit que tenia un programa similar al del Front Nacional de Mossadegh, i el va liderar des del 1961 fins a la seva mort. Tot i que acceptava el Xa com a legítim cap de l'estat, Bazargan fou empresonat diversos cops per motius polítics sota el règim imperial.

### Revolució islàmica

Bazargan jurant el càrrec de primer ministre davant Khomeini.

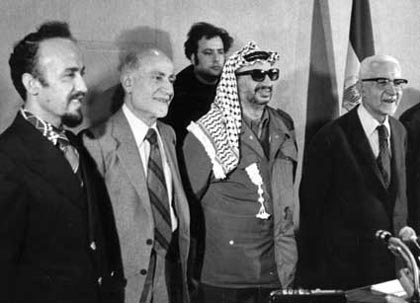
Bazargan amb Iàsser Arafat.

Als setanta-un anys, el 4 de febrer de 1979, després de la caiguda i exili del Xa, Bazargan fou nomenat primer ministe de l'Iran per l'aiatol·là Khomeini. Era un dels líders demòcrates i liberals de la revolució, que van entrar en conflicte amb els líders religiosos més radicals, fins i tot amb el mateix Khomeini, així que la revolució va anar avançant. Tot i que era un home pietós, Bazargan va discutir des del principi la denominació de República Islàmica, que ell hauria preferit que fos República Democràtica Islàmica. També va donar suport al primer esborrany de constitució sorgida de la Revolució, que no era teocràtica, i es va oposar a l'Assemblea d'Experts Constituents i a la Constitució que en va sortir i que seria adoptada oficialment per regir el país.
Bazargan i el seu govern van dimitir el 4 de novembre quan va esclatar la Crisi dels ostatges a l'Iran, en protesta per la violació de l'seu diplomàtica nord-americana i la presa d'ostatges, i com a reconeixement de la incapacitat de fer-se obeir pels escamots revolucionaris. Però també és evident que ja havia perdut tota la seva esperança d'una democràcia liberal i d'una bona convivència entre Iran i Occident.
Bazargan va romandre a la política iraniana com a diputat del primer Majlís de la nova República Islàmica. Va ocupar un escó del 4 de maig de 1980 al 6 de maig de 1984. D'entrada es va oposar a la revolució cultural iraniana i va seguir defensant la política laica i la democràcia. També es va oposar a la continuació de la Guerra Iran-Iraq i a la participació dels clergues en tots els aspectes de la política, l'economia i la societat, és a dir, a la tutela dels juristes, cosa que li va suposar haver de suportar l'assatjament dels joves militants revolucionaris iranians.
El novembre de 1982 va expressar la seva frustració per la direcció que estava prenent la Revolució islàmica en una carta oberta adreçada al president del Parlament, Akbar Hashemi Rafsanjani.
| « | El govern ha creat una atmosfera de terror, por, revenja i desintegració nacional. (...) Què ha fet l'elit governant en els darrers quatre anys, a part de portar-nos mort i destrucció, omplir les presons i els cementiris de totes les ciutats, proporcionar-nos llargues cues, carestia, preus alts, atur, pobresa, gent sense casa, eslògans repetitius i un futur ben fosc? | » |

El 1985 el Consell dels Guardians va denegar a Bazargan el permís per presentar-se a l'elecció presidencial. Va morir d'un atac de cor el 20 de gener de 1995 mentre viatjava de Teheran a Zúric (Suïssa).

## Valoració de la seva obra

Signatura de Mehdi Bazargan.

Mehdi Bazargan és considerat una figura respectada entre els intel·lectuals musulmans moderns, ben conegut com a representatiu del pensament liberal-democràtic islàmic i com un pensador que ha prioritzat la necessitat de polítiques constitucionals i democràtiques.
La producció intel·lectual de Bazargan es pot dividir en dos períodes. En el primer període, sostenia que la principal missió dels profetes era la d'indicar a la Humanitat quin era el millor sistema de govern. En el segon període, que comprèn els darrers vuit anys de la seva vida, des del 1987, va canviar radicalment el seu punt de vista fins a sostenir que l'objectiu dels profetes era tan sols el d'informar els homes sobre Déu i la vida ultraterrenal. Per tant, no era la intenció dels profetes imposar una determinada forma de govern, i no calia que els musulmans cerquessin en l'Alcorà les lleis de la política, de l'economia i de la societat, ni tampoc les de la ciència, sinó que totes elles havien de ser trobades mitjançant la raó. Això és el que el va portar a rebutjar definitivament la doctrina oficial de la Revolució islàmica, la tutela dels juristes islàmics, i el va col·locar encara més radicalment a l'oposició al règim.

### Les lleis de l'evolució social
Mehdi Bazargan és notable per haver produït algunes de les primeres obres sobre la termodinàmica humana, com ara l'article titulat Anàlisi fisiològica de la termodinàmica humana (1946) i el llibre Amor i adoració: termodinàmica humana (1956), que va acabar d'escriure mentre era a la presó, i on va mirar de demostrar que la religió i el culte són un subproducte de l'evolució, a l'estil de Charles Darwin (Origin of Species, 1859), i que les lleis que mouen realment la societat estan basades en les lleis de la termodinàmica.